# Institut Roslin
L'Institut Roslin és un institut governamental de recerca situat prop d'Edimburg, Escòcia, i és finançat pel Consell de Recerca en Ciència Biològica i Biotecnologia del Regne Unit (Biotechnology and Biological Sciences Research Council) (BBSRC).

## Història
L'any 1947, l'experiència de la IAG es va utilitzar per formar dues noves organitzacions de recerca, el Poultry Research Center (PRC) i lOrganització de Recerca d'animals (ABRO). La PRC es trobava a prop del poble de Rosslyn, coneguda per la famosa Capella Rosslyn de la família Sinclair. Linstitut Roslin es va crear el 1993, a mesura que la investigació genètica en diferents espècies es va consolidar gradualment a Roslin durant els anys vuitanta.
L'abril de 2007, l'Institut Roslin es va incorporar a la Unitat de Neuropatogènesi de l'Institut per a la salut animal, molt conegut pel seu paper a desxifrar la biologia de les encefalopaties espongiformes transmissibles (malaltia de les vaques boges, scrapie, CJD). El 2008, l'Institut es va incorporar a la Royal School of Veterinary Studies dins del College of Medicine and Veterinary Medicine de la Universitat d'Edimburg. Actualment hi ha més de 500 empleats i estudiants.
El març de 2011, l'Institut Roslin es va traslladar de la seva llar anterior a Rosslyn a un edifici de 60,6 Mn de lliures al Campus Veterinari de la Universitat d'Edimburg a Easter Bush, a l'altra banda de la Royal (Dick) School of Veterinary Studies. en un nou edifici docent.
El nou edifici va ser dissenyat per la firma d'arquitectura global, HDR, Inc.. Tot i la mudança, l'Institut va conservar el seu nom, ara famós mundialment. L'Institut Roslin i l'Escola de Veterinària formen part d'un consorci formal, l' Easter Bush Research Consortium.

## Fites
L'any 1997 el Dr Ian Wilmut i els seus col·legues van crear l'ovella Dolly, el primer mamífer clonat a partir d'una cèl·lula adulta.
Un any més tard, va anar el torn de Polly i Molly, les dues primeres ovelles transgèniques que portaven en el seu genoma un gen humà.
L'any 2007, un equip de Roslin va crear gallines genèticament modificades capaces de pondre ous que contenen una proteïna necessària en la fabricació de medicaments per a la lluita contra el càncer.